# Коста (име)
Коста је име и надимак, често кратак облик од имена Константин. Носиоци имена су:

## Име
- Коста Абрашевић (1879–1898), српски песник
- Коста Алексић (рођен 1998), српски фудбалер
- Коста Чавошки (рођен 1941), српски професор права
- Коста Христић (1852–1927), српски правник, дипломата и министар правде
- Коста Јосиповић (1887–1919), српски сликар импресиониста
- Коста Миличевић (1877–1920), српски сликар импресиониста
- Коста Недељковић (рођен 2005), српски фудбалер
- Коста Новаковић (1886–1939), српски и југословенски социјалистички политичар, новинар и професор
- Коста Перовић (рођен 1985), српски кошаркаш
- Коста Протић (1831–1892), први српски генерал и начелник српског генералштаба
- Коста Рацин (1908–1943), псеудоним Кочо Рацин, македонски писац и социјалистички активиста који се сматра оснивачем модерне македонске књижевности
- Коста Таушановић (1854–1902), српски политичар, министар владе и банкар
- Коста Томашевић (1923–1976), српски фудбалер
- Коста Трифковић (1843–1875), српски драмски писац
- Коста Војиновић (1891–1917), српски официр, један од вођа Топличког устанка против бугарских окупатора Србије

## Надимак
- Костантин Коста Алковић (1834–1909), српски физичар, државни саветник и министар грађевин
- Константин Коста Магазиновић (1819–1891), српски политичар и дипломата
- Костантин Коста Миловановић (1847–1905), српски генерал и конструктор пушака
- Константин Коста Мушицки (1897–1946), југословенски бригадни генерал који је командовао колаборационистичким Српским добровољачким корпусом током Другог светског рата
- Константин Коста Нађ (1911–1986), југословенски генерал партизанске војске из Другог светског рата
- Константин Коста Пећанац (1879–1944), српски и југословенски четнички командант током Балканских, Првог и Другог светског рата
- Константин Коста Војновић (1832–1903), хрватски српски политичар, универзитетски професор и ректор